# Педро Алонсо Лопес
Педро Алонсо Лопес (нар. 8 жовтня 1948), також відомий як Монстр Анд, — колумбійський серійний убивця та ґвалтівник, який з 1969 по 1980 рік убив щонайменше 110 людей, переважно молодих жінок і дівчат. Сам Лопес стверджував, що вбив понад 300 людей. Багато хто вважає його одним із найуспішніших серійних убивць і ґвалтівників в історії. З 2002 року перебуває у розшуку Національною поліцією Колумбії та Інтерполом за підозрою у скоєнні інших вбивств, схожих за методом дії.

## Життєпис
Педро Алонсо Лопес народився в Колумбії в 1948 році. Педро Лопес був сьомим із тринадцяти дітей, народжених Бенільдою Лопес де Кастаньеда, працівницею пральні. Педро стверджував, що його мати була повією і мала важке дитинство через насильство в сім'ї та відсутність батька. Його батько, Мегдардо Рейес, був убитий у Ла Віоленсія за шість місяців до його народження.
Лопес був вигнаний з дому у віці восьми років, коли мати спіймала його на спробі розбещення своєї сестри. Бездомний, Лопес тинявся вулицями Боготи і часто піддавався сексуальному насильству. Після інциденту він приєднався до банди вуличних дітей для захисту. У віці дванадцяти років він був усиновлений сім'єю американських іммігрантів, але втік після того, як став жертвою сексуального насильства з боку вчителя.
У 1969 році Лопес був засуджений до семи років ув'язнення за крадіжку автомобіля. Протягом цього періоду ув'язнення його зґвалтували троє інших ув'язнених, яких він пізніше вбив, що призвело до продовження його терміну на два роки.

## Вбивства
Після звільнення з в'язниці в 1978 році Лопес почав мандрувати по північно-західній частині Південної Америки, зрештою прибувши до Перу. Пізніше він заявив, що протягом цього періоду він убив понад 100 дівчат, в основному безпритульних дітей з корінних племен. Хоча ці заяви неможливо перевірити, відомо, що Лопес був ненадовго схоплений корінним племенем аякучо в південно-центральному Перу після спроби викрадення 9-річної дівчинки. Жителі племені зняли з Лопеса одяг і закопали його в пісок. Однак американський місіонер переконав плем'я звільнити Лопеса і передати його поліції. Поліція не затримала Лопеса, натомість його депортували з країни.
Після депортації з Перу Лопес продовжив вбивства, і хоча влада почала помічати збільшення кількості зниклих безвісти людей, а точніше молодих дівчат, у тих районах, якими він подорожував, вони дійшли висновку, що зникнення, швидше за все, були випадками торгівлі людьми.
У квітні 1980 року райони навколо Амбато у Еквадорі, постраждали від раптової повені, під час якої були знайдені останки кількох молодих дівчат, які раніше вважалися зниклими безвісти. Це відкриття спонукало поліцію відновити розслідування та сприяло остаточному арешту Лопеса пізніше того ж року.

## Арешт
Невдовзі після повені місцева жінка на ім’я Карвіна Поведа йшла на ринок зі своєю 12-річною дочкою Марі, коли Лопес спробував викрасти дівчинку. Місцеві торговці змогли скрутити Лопеса та утримати його до прибуття поліції.
Перебуваючи під вартою в поліції після арешту, Лопес спочатку відмовився співпрацювати, вирішивши мовчати. Згодом він почав зізнаватися у своїх злочинах капітану поліції Пастору Кордові, якого помістили з ним у камеру, видаючи його за в'язня. Лопес хвалився, що загалом він убив «понад двісті в Еквадорі, кілька десятків у Перу та ще багато в Колумбії». Він говорив що спочатку виманював своїх жертв подалі від громадських місць за допомогою дрібнички, а потім ґвалтував і душив їх голими руками. Крім того, він стверджував, що час від часу ексгумував тіла жертв з місця поховання та влаштовував з ними «чаювання». Коли його запитали про мотиви вбивств, Лопес сказав: «Я втратив невинність у віці восьми років. Тому я вирішив зробити те саме з якомога більшою кількістю дівчат». Незабаром після свого зізнання він привів працівників поліції до місць поховання 53 жертв, і його зізнання незабаром привели до підтвердження загалом 110 убивств у Еквадорі.
Пізніше в 1980 році Лопес був визнаний винним у вбивстві та засуджений до 16 років ув'язнення, максимального терміну ув'язнення в Еквадорі на той час.

## Ув'язнення та звільнення
Лопес відбував покарання у в'язниці Гарсіа Морено поблизу Кіто і був звільнений на два роки раніше, 31 серпня 1994 року. В інтерв'ю незадовго до звільнення Лопес назвав себе "людиною століття" і сказав, що його звільняють за "хорошу поведінку". Після звільнення Лопес був депортований до Колумбії та був затриманий як нелегальний мігрант після прибуття, перш ніж його передали колумбійській владі. Прокуратура не змогла порушити проти нього справу, натомість його визнали неосудним і госпіталізували в психлікарню.
У 1998 році Лопес був визнаний здоровим і звільнений під заставу в 70 доларів за умови, що він буде періодично звітувати перед владою. Майже одразу після цього він утік та зник безвісти.
Востаннє Лопеса бачили у вересні 1999 року, коли він відвідав Національний реєстр громадян, щоб поновити своє громадянство.
У 2002 році національна поліція Колумбії та Інтерпол видали ордери на арешт Лопеса за вбивство, дещо схоже на нього за методом дії. Ордер Інтерполу був скасований у 2005 році, але Лопес залишається зниклим. Лопес також був названий можливим підозрюваним у вбивстві, скоєному в Тунха, Колумбія в 2012 році.
Видання Книги рекордів Гіннеса до 2005 року вважали Лопеса «найбільш результативним серійним вбивцею». Ця згадка була видалена у новіших виданнях після скарг на те, що книга перетворює вбивство на змагання.